# Troll (black metal)
Troll är ett norskt black metalband från Hamar i Hedmark. Det bildades 1992 under namnet Abbadon's Realm av den då 14-årige Nagash (Stian Arnesen) tillsammans med Fafnir och Glaurung. Nagash är idag mest känd för sin medverkan i Dimmu Borgir och The Kovenant. Titeln på bandets första studioalbum, Drep de kristne (släppt 1996), anslog tonen för en våldsamt antikristen lyrik.

## Medlemmar
Nuvarande medlemmar
- Nagash (född Stian André Arnesen, nu Stian André Hinderson) – sång, gitarr, basgitarr, trummor, keyboard (1992–1998), gitarr (1998– ), sång (2007– )
- Tlaloc (Henrik Vissmark) – gitarr, bakgrundssång (2008– )
- Sturt (Jens B. Johansen) – basgitarr, bakgrundssång (2011– )
- Telal (Carl Martin Engstrøm) – trummor (2013– )

Tidigare medlemmar
- Glaurung – basgitarr (1993)
- Sinister Minister Twice (aka Fafnir) – sång (1993, 1998–2003)
- Sensei Ursus Major (Bjørn Boge) – basgitarr (1998–2003)
- Hellhammer (Jan Axel Blomberg) – trummor (1998–2003)
- Blackheart (Amund Svensson) – keyboard, programmering (1998–2003)
- Ygg (Raymond Kåsereff) – trummor (2007–2013)
- Vold (Andreas Solum Stenvold) – basgitarr, bakgrundssång (2007–2013)
- Abyr – gitarr, bakgrundssång (2007–2008)
- Exilis (Espen Hosarøygard) – keyboard (2008–2014)

## Diskografi
Demo
- 1995 – Trollstorm over Nidingjuv

Studioalbum
- 1996 – Drep de kristne (CD/LP)
- 2000 – The Last Predators (CD/LP)
- 2001 – Universal (CD/LP)
- 2010 – Neo-Satanic Supremacy (CD/LP)

Annat
- 2014 – "Tilbake til Trollberg" / "Dead Speak Silence, Bones Speak Truth" (delad singel Troll / Aeon Winds)